# Ariel Salas
Ariel Salas (Santiago del Cile, 9 ottobre 1976) è un ex calciatore cileno, di ruolo portiere.

## Palmarès

### Club

#### Competizioni nazionali
- Campionato cileno: 2

Colo-Colo: 1993, 1996
- Copa Chile: 2

Colo-Colo: 1994, 1996